# José López Sallaberry
José López Sallaberry (Madrid, 16 de diciembre de 1858-Madrid, 22 de junio de 1927) fue un arquitecto y urbanista español.

## Biografía

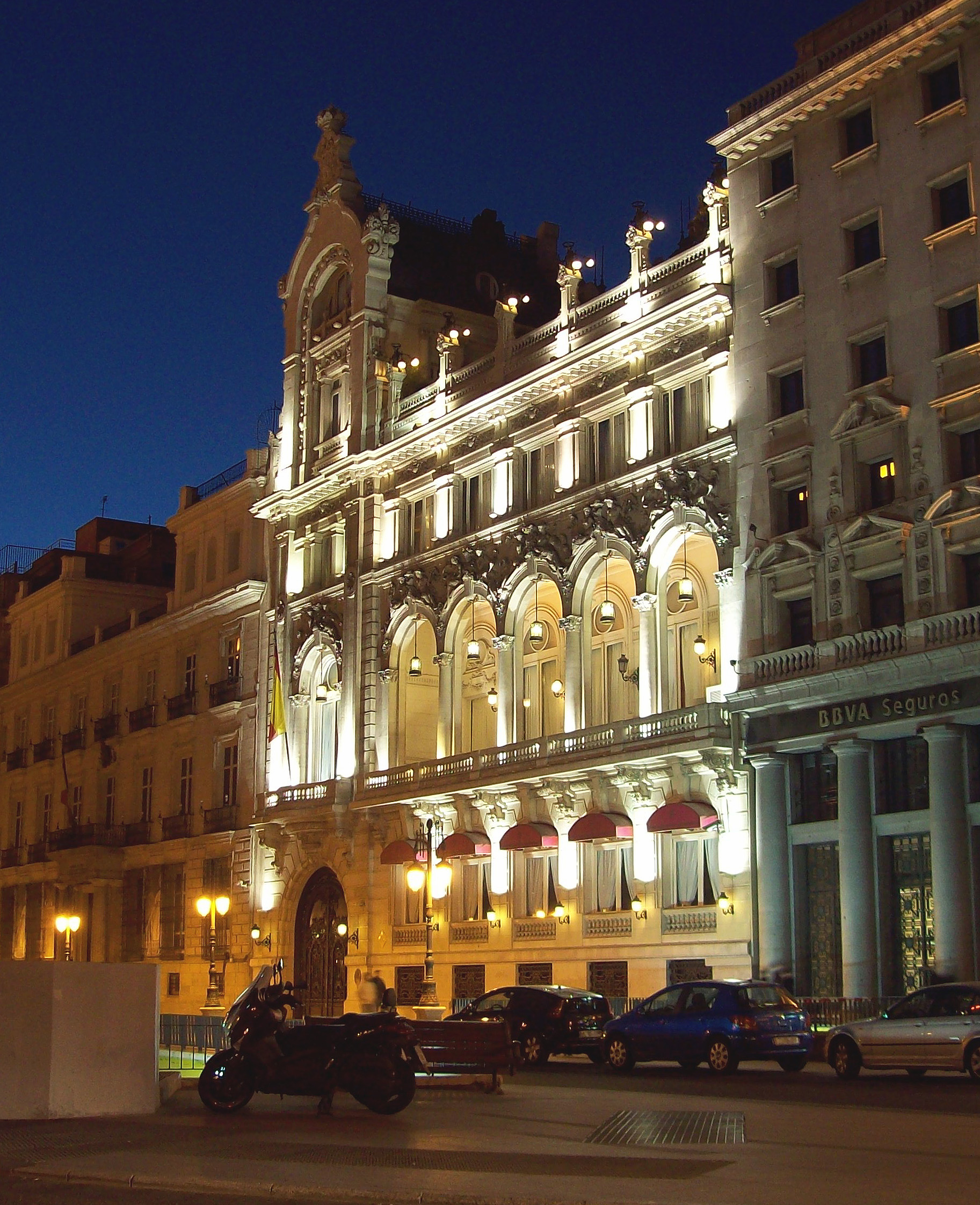
Casino de Madrid, López Sallaberry dirigió las obras.

Nació en Madrid el 16 de diciembre de 1858. Arquitecto y gestor municipal en Madrid, su obra se desarrolló en la capital española a comienzos del siglo XX. Su arquitectura ha sido adscrita por Pedro Navascués a un estilo neoplateresco, del que habría sido uno de sus principales exponentes en Madrid, junto al arquitecto pacense José Urioste Velada. Se ha señalado también la evolución de su carrera hacia un enfoque más urbanístico.
Inició sus estudios en la Escuela Superior de Arquitectura de Madrid en 1875 y obtuvo el título de arquitecto en 1881. En 1888 se ocupó de la inspección facultativa y de la dirección interina del desmonte y cimentación de la Necrópolis del Este. Entre sus obras se encuentran el edificio de ABC en la calle Serrano, de 1894, y los teatros El Dorado y Fontalba, buena muestra de su variedad arquitectónica. Fue el responsable igualmente de la restauración de la fachada del Teatro de la Comedia después del incendio que sufrió el edificio, en 1915. Fue además académico de número de la Real Academia de Bellas Artes de San Fernando desde el 22 de mayo de 1904.

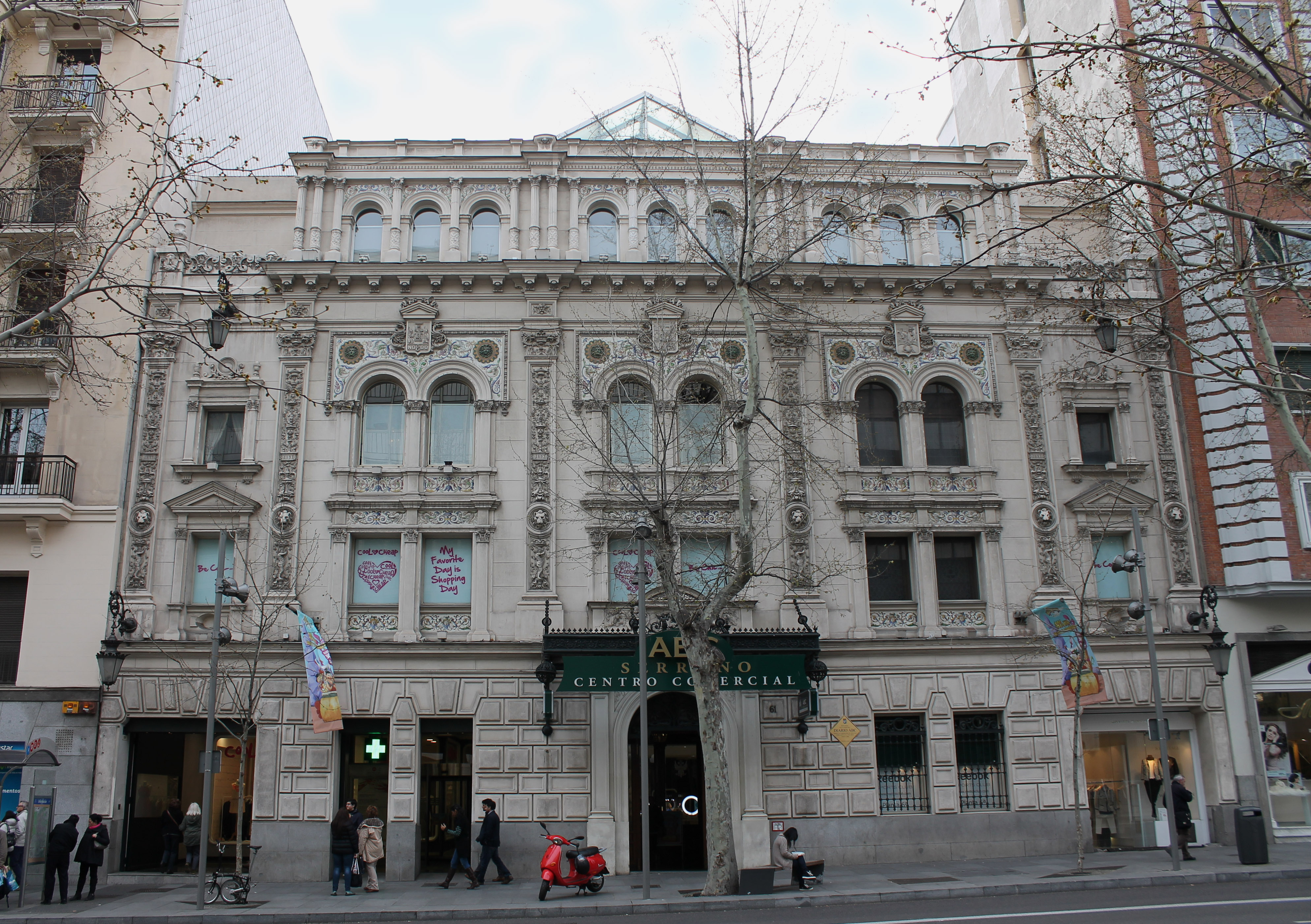
Edificio ABC Serrano, obra de Sallaberry.

En su faceta como urbanista cabe destacar entre su actividad el trazado inicial de la Gran Vía madrileña en colaboración con Francisco Andrés Octavio, que le mantuvo ocupado desde 1905 hasta su muerte en 1927, además del traslado de la fuente de la Cibeles a su ubicación actual. Estuvo casado con María Monasterio y tuvo al menos tres hijas: Julia, Dolores y Gloria. Falleció el 22 de junio de 1927, en su domicilio de la calle de la Montera, 54, siendo enterrado en la Sacramental de San Isidro.

## Algunas obras

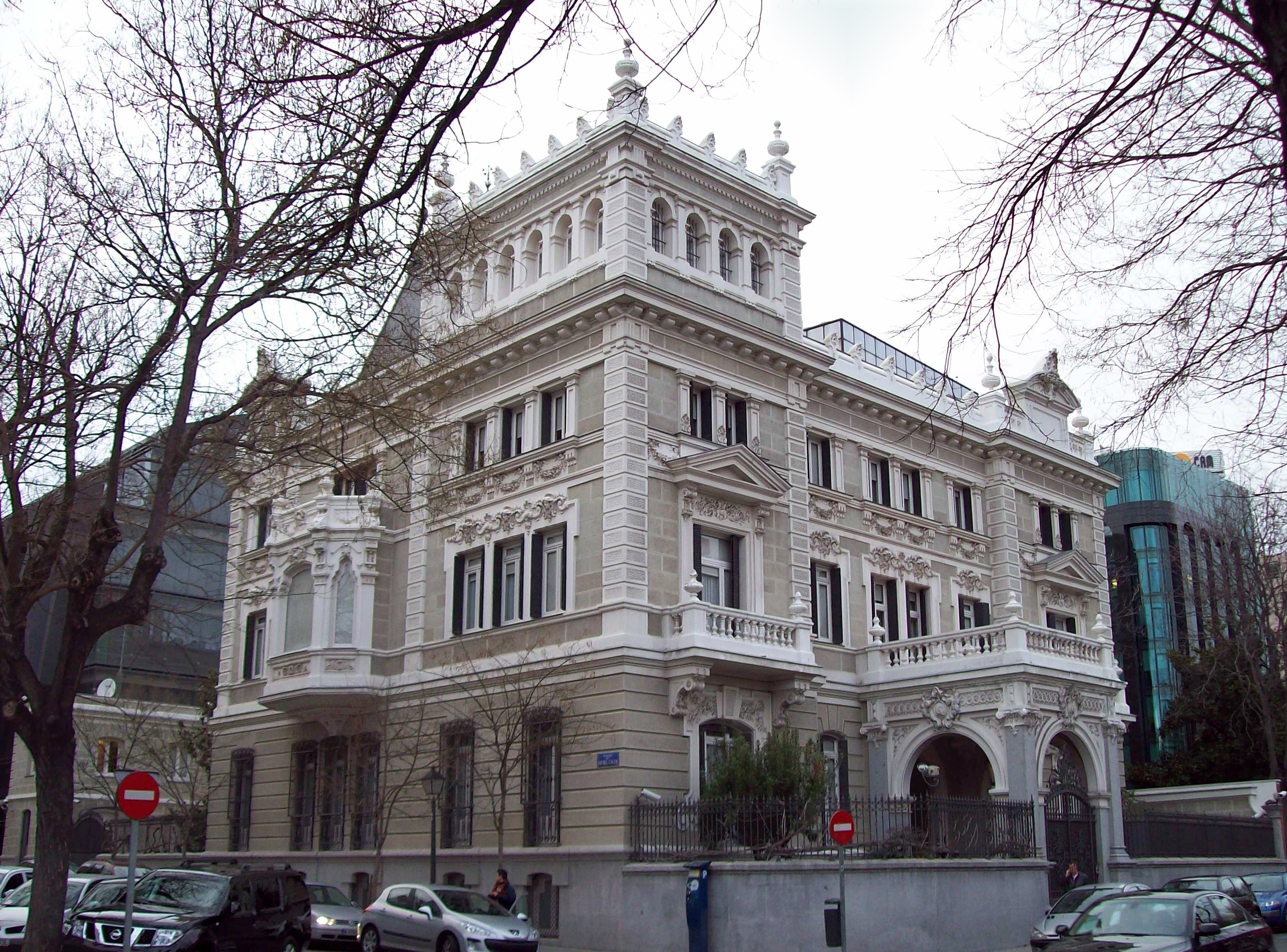
Palacete de Eduardo Adcoch, en el paseo de la Castellana.

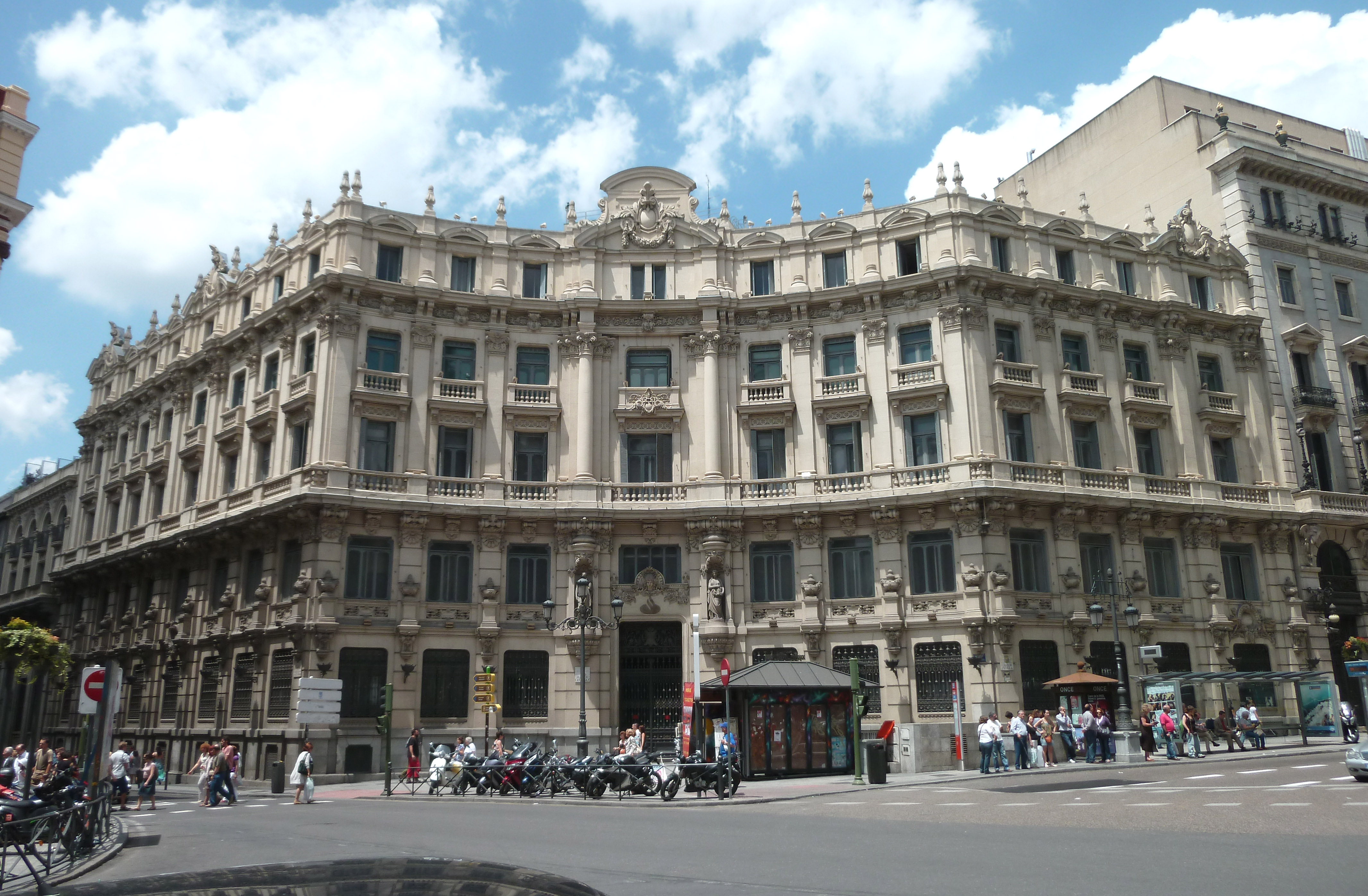
Banco Hispano Americano, en la plaza de Canalejas.

- Casino de Madrid, edificio de la calle de Alcalá (Sallaberry fue el director de la obra, el proyecto corrió a cargo de otro arquitecto).[17] Sallaberry era socio del casino, las obras concluyeron el 29 de septiembre de 1910.
- Edificio del diario ABC, en la calle Serrano de Madrid.[17]
- Edificio de la Junta Municipal, en la plaza de Chamberí, en Madrid.
- Edificio del Banco Hispano Americano (finalizado en 1906), en la plaza de Canalejas de Madrid.
- Teatro Fontalba (desaparecido, popular en el periodo de 1919-1925), en la Gran Vía de Madrid.[17]
- Teatro El Dorado (desaparecido, funcionó entre 1897-1903), junto a la Bolsa de Madrid.[18]
- Casa de Ruiz de Velasco, en la calle Mayor, en Madrid.[19]
- Palacete de Eduardo Adcoch (construido hacia 1906), en el número 37 del paseo de la Castellana de Madrid.[20]